# Herb Toronto

Herb Toronto

Herb miasta Toronto został zaprojektowany przez Głównego Herolda Kanady, Roberta Watta, po połączeniu miasta z przedmieściami w 1998.